# مركز دوق للحمية الغذائية واللياقة البدنية
تأسس مركز دوق للحمية الغذائية واللياقة البدنية (بالإنجليزية: Duke Diet and Fitness)‏ في عام 1969، وهو واحد من أطول مراكز مدى للعلاج في الولايات المتحدة الأمريكية للأفراد الذين يعانون من الوزن الزائد، ونمط الحياة الخامل، والمشاكل الصحية المرتبطة به. تم تصميم المركز للبالغين الذين يبلغون من العمر 18عامًا وأكثر وهو متخصص في التعليم عن العوامل الرئيسية للتغيير إلى نمط الحياة النشيط، بما في ذلك التغذية واللياقة البدنية والصحة السلوكية والإدارة الطبية والدعم المستمر.

## البرنامج والمنهجية
يشارك عملاء مركز الدوق للحمية الغذائية واللياقة البدنية في برنامج سكني من 2 إلى 4 أسابيع في دورهام، كارولاينا الشمالية. ويركز البرنامج على إجراء أربعة تغييرات:
(النظام الغذائي اللياقة البدنية التعديل السلوكي إدارة الحالات الطبية)
أظهرت دراسة ان نسبة 54.9٪ من المشتركين قد حققت فقدان الوزن بعد عامين.